# Skylanders: Trap Team
Skylanders: Trap Team is een platformcomputerspel, en is het vierde spel uit de serie Skylanders, ontwikkeld door Vicarious Visions, Toys For Bob en Beenox. Het spel werd uitgegeven in Europa op 10 oktober 2014 door Activision.
Het spel is het vervolg op Skylanders: Spyro's Adventure, Skylanders: Giants en Skylanders: Swap Force. Net als bij de voorgaande spellen, bevat ook het spel Skylanders: Trap Team een 'portal', de Traptanium Portal genaamd, nieuwe Skylanderpersonages en aanvulling voor het spel.

## Het spel

### Verhaal
Kaos, de tegenstander van de Skylanders, heeft de muren van de Cloudcracker-gevangenis opgeblazen om zo de schurken te laten ontsnappen. Doel is om de schurken te zoeken en te vangen in zogenaamde 'Traptanium'-vallen.

### Speelwijze
Net als in de voorgaande Skylanders-spellen, bestuurt de speler een verscheidenheid aan personages door het plaatsen van deze op een NFC (Near field communication)-apparaat, dat bekendstaat als de Traptanium Portal, welke het personage in het spel activeert. In Trap Team wordt een nieuw type toegevoegd: de val. Hiermee kunnen schurken worden vastgezet, die daarna als 'goede' personages gespeeld kunnen worden. De Traptanium Portal heeft een luidspreker ingebouwd in het ontwerp, om het vangen van schurken te benadrukken. Wanneer schurken worden gevangen verplaatst het geluid van die schurk zich van het scherm naar de ingebouwde luidspreker. Trap Master-Skylanders worden geïntroduceerd in Trap Team en zijn speciale Skylanders die sterker zijn tegen schurken die gevangen kunnen worden. Het spel bevat ook Skylanders Mini's (miniatuurversies van reguliere Skylanders) als speelbare personages (in de vorige versies van de Skylanders-reeks waren deze ook al aanwezig, maar deze konden daarin niet apart worden gespeeld, ze liepen alleen mee met andere personages). Spelers kunnen door middel van de vallen schakelen tussen personages en gevangen schurken op elk moment in het spel. Een schurk kan alleen een beperkte tijd worden gespeeld, als die tijd is afgelopen dient de schurk in de val weer te worden opgeladen, waarna deze wederom gekozen kan worden.
De mobiele versie van Trap Team maakt gebruik van een bluetooth Traptanium Portal. Als de Traptanium Portal niet is aangesloten, kunnen spelers gebruikmaken van "on the go personages", digitale versies van de personages die zijn opgeslagen op het apparaat.
Naast de acht bekende elementaire categorieën die in de eerdere drie spellen van de Skylanders spellenserie gebruikt werden (lucht, aarde, vuur, leven, ondood, tech, magie en water), zijn er in deze versie twee nieuwe elementaire categorieën geïntroduceerd: licht en duister.